# 1114 Lorraine
1114 Lorraine este un asteroid din centura principală, descoperit pe 17 noiembrie 1928, de Alexandre Schaumasse.